# In the Room
In the Room – pierwszy album polskiego piosenkarza Krzysztofa Kiljańskiego. Wydawnictwo ukazało się 24 stycznia 2005 nakładem wytwórni Kayax i Pomaton EMI.
Album dotarł do pierwszego miejsca oficjalnej polskiej listy sprzedaży – OLiS. 7 grudnia 2005 roku płyta uzyskała w Polsce status platynowej sprzedając się w nakładzie 70 tys. egzemplarzy.

## Lista utworów

### CD1 (wersja podstawowa)
Wyd. Kayax Production / Pomaton EMI, nr katalogowy KAYAX 004 / 7243 8 60226 2 2.
| 01. | „Stay” Sł. Krzysztof Kiljański; muz. Witold Cisło.                                          | 2:44  |
|     |                                                                                             |       |
| 02. | „Is It You” Sł. Willy Bell, Krzysztof Kiljański; muz. Witold Cisło.                         | 3:54  |
|     |                                                                                             |       |
| 03. | „Center of Time” Sł. Willy Bell; muz. Witold Cisło.                                         | 3:42  |
|     |                                                                                             |       |
| 04. | „Prócz Ciebie, nic” Sł. Kayah; muz. Witold Cisło.                                           | 3:36  |
|     |                                                                                             |       |
| 05. | „Północ, pusty bar” Sł. Damian Leszczyński; muz. Witold Cisło, Krzysztof Kiljański.         | 2:41  |
|     |                                                                                             |       |
| 06. | „I Don't Know Where Life's Going” Sł. Willy Bell; muz. Witold Cisło, Krzysztof Kiljański.   | 3:53  |
|     |                                                                                             |       |
| 07. | „This is Forever” Sł. Willy Bell; muz. Witold Cisło, Krzysztof Kiljański.                   | 4:25  |
|     |                                                                                             |       |
| 08. | „Lokator” Sł. Damian Leszczyński; muz. Witold Cisło, Krzysztof Kiljański.                   | 4:11  |
|     |                                                                                             |       |
| 09. | „Precious Memories” Sł. Willy Bell; muz. Witold Cisło, Krzysztof Kiljański.                 | 3:52  |
|     |                                                                                             |       |
| 10. | „The Only One” Sł. Willy Bell, Krzysztof Kiljański; muz. Witold Cisło, Krzysztof Kiljański. | 2:56  |
|     |                                                                                             |       |
|     |                                                                                             | 35:54 |
|     |                                                                                             |       |Czasy trwania utworów podano na podstawie materiału źródłowego.

### CD2 (w edycji specjalnej)
Ukazała się również wersja specjalna („Special Edition”), zawierająca dodatkową płytę kompaktową. Wyd. Kayax Production / Pomaton EMI, nr katalogowy KAYAX 009 / 0946 3 48513 0 5.
| 01. | „Od świąt do świąt”               | 3:41  |
|     |                                   |       |
| 02. | „Blow Wind Blow”                  | 2:40  |
|     |                                   |       |
| 03. | „Kołysanka”                       | 2:50  |
|     | oraz wideoklipy                   |       |
| 04. | „Stay”                            |       |
|     |                                   |       |
| 05. | „Prócz Ciebie, nic”               |       |
|     |                                   |       |
| 06. | „I Don't Know Where Life's Going” |       |
|     |                                   |       |
|     |                                   | 09:11 |
|     |                                   |       |Czasy trwania utworów podano na podstawie materiału źródłowego.

## Twórcy (wersja podstawowa)
Instrumenty i śpiew
- Krzysztof Kiljański – śpiew, instrumenty klawiszowe, programowanie perkusji, gitara akustyczna („Lokator”), „kasikosz”[a] („Północ, pusty bar”)[1];
- Witold Cisło – gitara, gitara akustyczna, gitara basowa, gitara basowa bezprogowa, instrumenty perkusyjne (w tym: „kasikosz”[a] w „Północ, pusty bar”), programowanie perkusji („Stay”)[1];
- Kayah – śpiew („Prócz Ciebie, nic”)[1][6];
- Aleksander Wróżek – akordeon („Center of Time”, „Precious Memories”)[1];
- Igor Łojko – harmonijka ustna („Lokator”)[1];

Aranżacje, produkcja etc.
- Witold Cisło i Krzysztof Kiljański – produkcja i aranżacje[1];
- Krzysztof Pszona – inżynieria[1];
- Krzysztof Pszona i Remigiusz Kasztelnik – Pro Tools, edycja dźwięku[1];
- Remigiusz Kasztelnik – miksowanie[1];
- Jacek Gawłowski (JG Masterlab) – mastering[1];

Szata graficzna
- Krzysztof Kiljański – projekt okładki[1];
- Jacek Poremba, Magda Wuensche, Krzysztof Kiljański, Archive Willy Bell (publ. Kayax Production) – zdjęcia[1];
- Damian Kłos, Maciej Stojek (Zeppelin) – skład okładki[1];